# Wieża w Newport

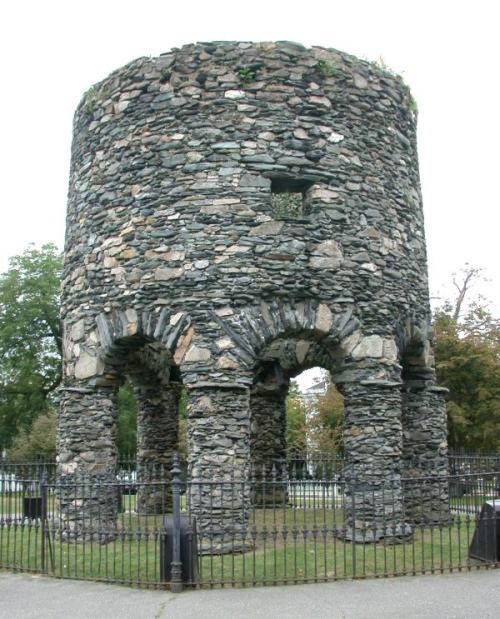
Wieża w Newport

Wieża w Newport – ruiny kamiennej budowli znajdujące się w Newport w amerykańskim stanie Rhode Island, będące najprawdopodobniej podstawą XVII-wiecznego młyna. Budowla wykorzystywana jest przez zwolenników teorii pseudohistorycznych, twierdzących iż jest ona pozostałością osadnictwa prekolumbijskiego.
„Wieża” jest powszechnie interpretowana przez badaczy jako ruiny budowli z połowy XVII wieku, a młyny o podobnej konstrukcji znane są z terenu Wysp Brytyjskich. W trakcie przeprowadzonych na początku lat 50. XX wieku i w latach 2006-2008 prac wykopaliskowych odkryto liczne przedmioty związane z XVII-wiecznym osadnictwem angielskim na Rhode Island, takie jak fajki, guziki, gwoździe i resztki naczyń. W latach 90. przeprowadzone zostało datowanie radiowęglowe zaprawy, które wykazało datę między 1635 a 1698 rokiem. Zachował się dokument, wystawiony w 1677 roku przez gubernatora Rhode Island Benedicta Arnolda, z którego wynika iż kamienna budowla za jego czasów pełniła funkcję młyna.
Budowla pojawia się w teoriach z kręgu historii alternatywnej, gdzie interpretowana jest jako wzniesiona przez mieszkańców Starego Świata kolonizujących Amerykę przed Kolumbem. W latach 30. XIX wieku duński historyk Carl Christian Rafn jako pierwszy sformułował pogląd, iż budowla jest dziełem wikingów. Teza ta szybko się upowszechniła, stając się inspiracją dla poematu Henry’ego Wadswortha Longfellowa The Skeleton in Armor z 1840 roku. Inni przypisywali wzniesienie wieży Irlandczykom, Szkotom lub templariuszom, interpretując ją jako kościół, latarnię morską lub obserwatorium. Gavin Menzies twierdził, iż wieża podobna jest do latarni morskich w chińskiej prowincji Fujian i przypisywał jej wzniesienie członkom wyprawy Zheng He, która jego zdaniem na początku XV wieku dokonała opłynięcia globu ziemskiego.